# Gli anni (album)
| Recensione | Giudizio |
| ---------- | -------- |
| AllMusic   | [ 3 ]    |

Gli anni è la prima raccolta di canzoni degli 883, pubblicata il 1º luglio 1998, poco prima del loro esordio sullo schermo cinematografico con Jolly Blu.

## Il disco
La raccolta comprende brani tratti dai primi quattro album degli 883, sesto album del gruppo che raccoglie le hit tra il 1992 e il 1997, con l'aggiunta dell'inedita Io ci sarò, che fu eseguita nel concerto degli 883 svoltosi il 21 luglio dello stesso anno a Milano. Nella raccolta, inoltre, compaiono una diversa versione della title track Gli anni, un remix di Andrà tutto bene e, per la prima volta, le riproposizioni in lingua spagnola di Hanno ucciso l'Uomo Ragno e Come mai (testi di Martin Ortiz). Inoltre Come mai è leggermente alterata nel finale, con un ritornello in più; questa versione è comparsa in tutte le compilation successive, sia degli 883 che del Pezzali solista.
Nel 2001 è stato ristampato aggiungendo una cover dal vivo di Leggero di Luciano Ligabue, al posto delle due tracce in lingua spagnola.

## Tracce
1. Io ci sarò – 4:36 (Max Pezzali)
2. Nord sud ovest est – 4:00 (Mauro Repetto, Max Pezzali)
3. Tieni il tempo – 3:35 (Mauro Repetto, Max Pezzali)
4. Rotta x casa di Dio – 4:52 (Mauro Repetto, Max Pezzali)
5. Una canzone d'amore – 5:32 (testo: Max Pezzali – musica: Max Pezzali, Claudio Cecchetto)
6. Hanno ucciso l'Uomo Ragno – 4:12 (Mauro Repetto, Max Pezzali)
7. Nella notte (album version) – 4:21 (Mauro Repetto, Max Pezzali)
8. Nessun rimpianto – 4:21 (testo: Max Pezzali – musica: Max Pezzali, Marco Guarnerio, Pier Paolo Peroni)
9. Sei un mito – 5:07 (Mauro Repetto, Max Pezzali)
10. Gli anni ('96) – 4:34 (Max Pezzali)
11. Come mai – 4:16 (Mauro Repetto, Max Pezzali)
12. La regola dell'amico – 4:05 (Max Pezzali)
13. Senza averti qui – 3:47 (testo: Max Pezzali – musica: Max Pezzali, Marco Guarnerio, Pier Paolo Peroni)
14. Con un deca – 4:57 (Mauro Repetto, Max Pezzali)
15. Ti sento vivere – 3:56 (Max Pezzali)
16. Andrà tutto bene ('58) – 4:23 (Max Pezzali)
17. Han matado el hombre araña (Demo) – 2:17 (testo: Mauro Repetto, Max Pezzali, Martin Ortiz – musica: Mauro Repetto, Max Pezzali)
18. Quien serás (Demo) – 2:58 (testo: Mauro Repetto, Max Pezzali, Martin Ortiz – musica: Mauro Repetto, Max Pezzali)

Traccia bonus nella riedizione del 2001
1. Leggero (Live) – 4:49 (Luciano Ligabue)

## Formazione inIo ci sarò
- Max Pezzali – voce
- Matteo Salvadori – chitarra
- Roberto Melone – basso
- Eugenio Mori – batteria

### Archi
La sezione degli archi, diretta dal maestro Alberto Tafuri, è composta da:
- Lorenzo Amadasi
- Giuseppe Ambrosini
- Anna Maria Gallingani
- Andrea Pellegrini
- Bruno Rondinella
- Andrea Ruffilli
- Francesca Ruffilli
- Roberta Ruffilli

## Successo commerciale
La raccolta rimane nella classifica degli album in Italia tra l'estate del 1998 e l'inverno del 1999, raggiungendo la prima posizione e risultando l'ottavo album più venduto del 1998 con più di 500 000 copie.
Il tour del 1998 vide 110.000 persone in Piazza Duomo a Milano durante il concerto del 21 luglio.
14 anni dopo, in concomitanza con l'uscita di Hanno ucciso l'Uomo Ragno 2012 la raccolta entra a sorpresa nella classifica degli album più acquistati su iTunes arrivando fino al sesto posto.

## Classifiche
| Classifica (1998) | Posizione massima |
| ----------------- | ----------------- |
| Europa            | 26                |
| Italia            | 1                 |
| Svizzera          | 22                |

### Classifiche di fine anno
| Classifica (1998) | Posizione |
| ----------------- | --------- |
| Europa            | 100       |
| Italia            | 8         |